# Arpinia (hongo)
Arpinia es un género de hongos en la familia Pyronemataceae.